# بولینگ گرین (مریلند)
بولینگ گرین (به انگلیسی: Bowling Green) شهری در ایالت مریلند کشور ایالات متحده آمریکا است که جمعیت آن در سرشماری سال ۲۰۱۰ میلادی، ۱٬۰۷۷ نفر بوده‌است.